# Jurinea tenuiloba
Jurinea tenuiloba — вид рослин із родини айстрових (Asteraceae).

## Середовище проживання
Зростає у Європі (Україна, Росія, зх. Казахстан, Західний Сибір).